# Doyle Bramhall II
Doyle Bramhall II (Dallas, Texas; 24 de diciembre de 1968) es un músico, productor y compositor estadounidense conocido por su trabajo con artistas como Eric Clapton o Roger Waters entre muchos otros. Es hijo del batería y compositor Doyle Bramhall.

## Orígenes
Doyle Bramhall II nació en Texas, aunque vivió gran parte de su vida en el norte de California. Su padre, Doyle Bramhall, Sr., tocaba la batería para los legendarios bluesmen Lightnin' Hopkins y Freddie King, además de ser un asiduo colaborador de los hermanos Stevie Ray Vaughan y Jimmie Vaughan a quienes conocía desde la infancia.

## Carrera
A los 18 años, Bramhall, realizó una gira con The Fabulous Thunderbirds, la banda de Jimmie Vaughan. Dos años más tarde fundó, junto a Charlie Sexton y los miembros de la sección rítmica de Stevie Ray Vaughan, Chris Layton y Tommy Shannon, la banda Arc Angels. Tras la publicación en 1999 de Jellycream, su segundo álbum en solitario, Bramhall recibió las llamadas de Roger Waters y Eric Clapton. Bramhall se unió a Waters para la gira In the Flesh tour, como guitarra y vocalista, reemplazando a David Gilmour en las canciones de Pink Floyd. Sus actuaciones fueron recogidas en el álbum "In the Flesh – Live". Bramhall también tocó con Eric Clapton en Riding With The King, una colaboración con B.B. King. El álbum incluye versiones de temas de Clapton y King así como de varios temas de blues, incluyendo dos canciones de Jellycream.
En 2006, Bramhall (con su banda Smokestack) publicó un DVD en directo titulado Live at the Great Wall of China.  Dos de los temas fueron publicados en iTunes bajo el título de "Doyle Bramhall II (Live At the Great Wall of Chine)".
Además de Clapton y Waters, Doyle Bramhall II ha colaborado con artistas de la talla de T-Bone Burnett, Elton John, Derek Trucks, Susan Tedeschi, Gary Clark Jr., Gregg Allman, Dr. John, Allen Toussaint, Billy Preston, Erykah Badu, Questlove y Meshell Ndegeocello, Bramhall ha producido también álbumes, como 100 Miles from Memphis de Sheryl Crow en 2011,  a la que también acompañó en la gira de presentación del álbum.
En 2013, Bramhall coprodujo el álbum de Eric Clapton, Old Sock, y en 2014 participó en la grabación de The Breeze: An Appreciation of JJ Cale. Acompañó a Clapton en su gira de 50 aniversario, como telonero y como acompañante. Participó como invitado en el Crossroads Guitar Festival, que fue grabado y publicado como álbum en directo y DVD. Bramhall también colaboró como guitarrista en el álbum de Elton John, The Diving Board.
En 2015, se unió a the Tedeschi Trucks Band y Sharon Jones & the Dap Kings para la gira "Wheels of Soul" a través de Estados Unidos y para el concierto homenaje a Joe Cocker, junto a Leon Russell, Rita Coolidge, Bobby Torres, Claudia Lennear, Chuck Blackwell, Pamela Polland, Daniel Moore, Matthew Moore, Chris Stainton y la fotógrafa Linda Wolf.
Bramhall lanzó su cuarto álbum de estudio, titulado Rich Man, el 30 de septiembre de 2016. Este álbum consta de 12 originales y una versión de "Hear My Train A Comin'" de Jimi Hendrix. En 2018 firmó un nuevo contrato discográfico con Mascot Label Group con expectativas de publicar un nuevo álbum en otoño. Titulado Shades, el nuevo álbum se lanzó el 5 de octubre de 2018. El sencillo principal "Everything You Need", fue un dueto con Eric Clapton. Además de Clapton, el álbum incluyó colaboraciones con Norah Jones, Greyhounds y Tedeschi Trucks Band.
En 2022, los Arc Angels se reunieron para una pequeña gira por el sur de Estados Unidos. En 2023, Bramhall participó en un concierto tributo a Jeff Beck durante dos noches (22 y 23 de mayo) en el Royal Albert Hall junto a Eric Clapton, Rod Stewart, Ronnie Wood, Gary Clark Jr. y Joss Stone entre muchos otros.
Bramhall es uno de los pocos guitarristas que toca con la guitarra encordada para diestros a pesar de ser zurdo, esta inusual técnica hace que el sonido de Bramhall tenga unas características únicas. Otros guitarristas que utilizan esta técnica son Albert King y el canadiense Jeff Healey.

## Discografía
- 1994 - Bird Nest On The Ground
- 1996 - Doyle Bramhall II
- 1999 - Jellycream
- 2001 - Welcome
- 2003 – Fitchburg Street
- 2007 - Is It News
- 2016 - Rich Man
- 2018 – Shades
- 2023 – When The Music's Over (Doyle Bramhall II/DJ Harrison/Daru Jones)

### Colaboraciones
- 1988 - Stu Blank - Under The Big Top
- 1990 - Marc Benno - Take It Back To Texas
- 1992 - Arc Angels - Arc Angels
- 1993 - Toni Price - Swim Away
- 1994 - Marc Benno - Snake Charmer
- 1998 - N'Dea Davenport - N'Dea Davenport
- 1999 - Richie Kotzen - Break It All Down
- 1999 - Marty Grebb - Smooth Sailin'
- 1999 - Meshell Ndegeocello - Bitter
- 2000 - B.B. King & Eric Clapton - Riding with the King
- 2000 - Roger Waters - In the Flesh – Live
- 2000 - Indigenous - Circle
- 2001 - Eric Clapton - Reptile
- 2001 - Jennifer Warnes - The Well
- 2002 - Sheryl Crow - C'mon C'mon
- 2002 - Lisa Marie Presley - To Whom It May Concern
- 2003 - Boyd Tinsley - True Reflections
- 2003 - Meshell Ndegeocello - Comfort Woman
- 2003 - Doyle Bramhall - Fitchburg Street
- 2003 - Jack Casady - Dream Factor
- 2004 - Eric Clapton - Me and Mr. Johnson
- 2004 - Eric Clapton - Sessions for Robert J
- 2004 - C.C. Adcock - Lafayette Marquis
- 2005 - Eric Clapton - Back Home
- 2005 - Bettye LaVette - I've Got My Own Hell to Raise
- 2005 - Susan Tedeschi - Hope and Desire
- 2005 - Various Artists - Our New Orleans: A Benefit Album for the Gulf Coast
- 2005 - Nerina Pallot - Fires
- 2005 - JJ Cale & Eric Clapton - The Road to Escondido
- 2007 - Miles Davis - Evolution Of The Groove
- 2007 - Soundtrack - I'm Not There
- 2007 - Meshell Ndegeocello - The World Has Made Me the Man of My Dreams
- 2008 - Michael McDonald - Soul Speak
- 2008 - Amos Lee - Last Days at the Lodge
- 2008 - Susan Tedeschi - Back to the River
- 2008 - Rodney Crowell - Sex and Gasoline
- 2009 - Taylor Hicks - The Distance
- 2009 - The Derek Trucks Band - Already Free
- 2009 - Arc Angels - Living In A Dream
- 2010 - Robert Randolph and the Family Band - We Walk This Road
- 2010 - Eric Clapton - Clapton
- 2010 - Elton John/Leon Russell - The Union
- 2010 - Sheryl Crow - 100 Miles from Memphis
- 2011 - Gregg Allman - Low Country Blues
- 2011 - fDeluxe - Gaslight
- 2012 - Soundtrack - The Music Of Nashville: Season 1
- 2012 - Willie Nelson - Heroes
- 2013 - Tedeschi Trucks Band - Made Up Mind
- 2013 - Paul Allen & The Underthinkers - Everywhere At Once
- 2013 - Elton John - The Diving Board
- 2013 - Eric Clapton - Old Sock
- 2014 - Eric Clapton - The Breeze: An Appreciation of JJ Cale
- 2014 - Meshell Ndegeocello - Comet, Come to Me
- 2014 - Jerry Lee Lewis - Rock & Roll Time
- 2015 - Buddy Guy - Born to Play Guitar
- 2016 - Tedeschi Trucks Band - Let Me Get By
- 2016 – Eric Clapton – Live in San Diego
- 2016 – Eric Clapton – Crossroads Revisited: Selections from the Crossroads Guitar Festivals
- 2017 – Sheryl Crow – Be Myself
- 2017 – Grainne Duffy – Where I Belong
- 2018 – Meshell Ndegeocello – Ventriloquism
- 2018 – Boz Scaggs – Out Of The Blues
- 2018 – Ann Wilson – Immortal
- 2019 – Gary Clark Jr. – This Land
- 2019 – Tedeschi Trucks Band – Signs
- 2019 – Reese Wynans – Sweet Release
- 2019 – Robbie Robertson – Sinematic
- 2021 – Tedeschi Trucks Band - Layla Revisited (Live at LOCKN')
- 2022 – EDgar Winter – Brother Johnny